# 格魯雷夫灣

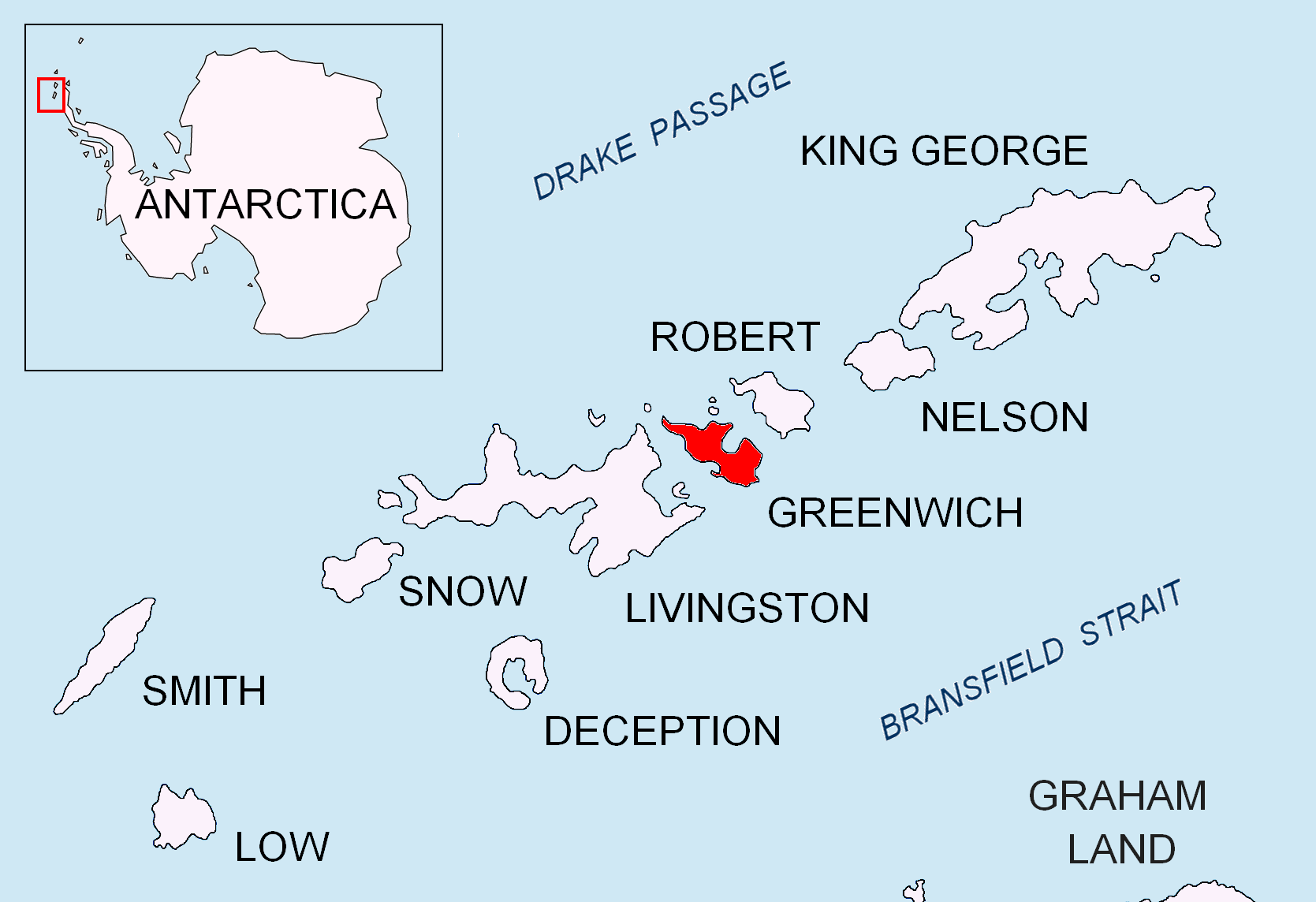

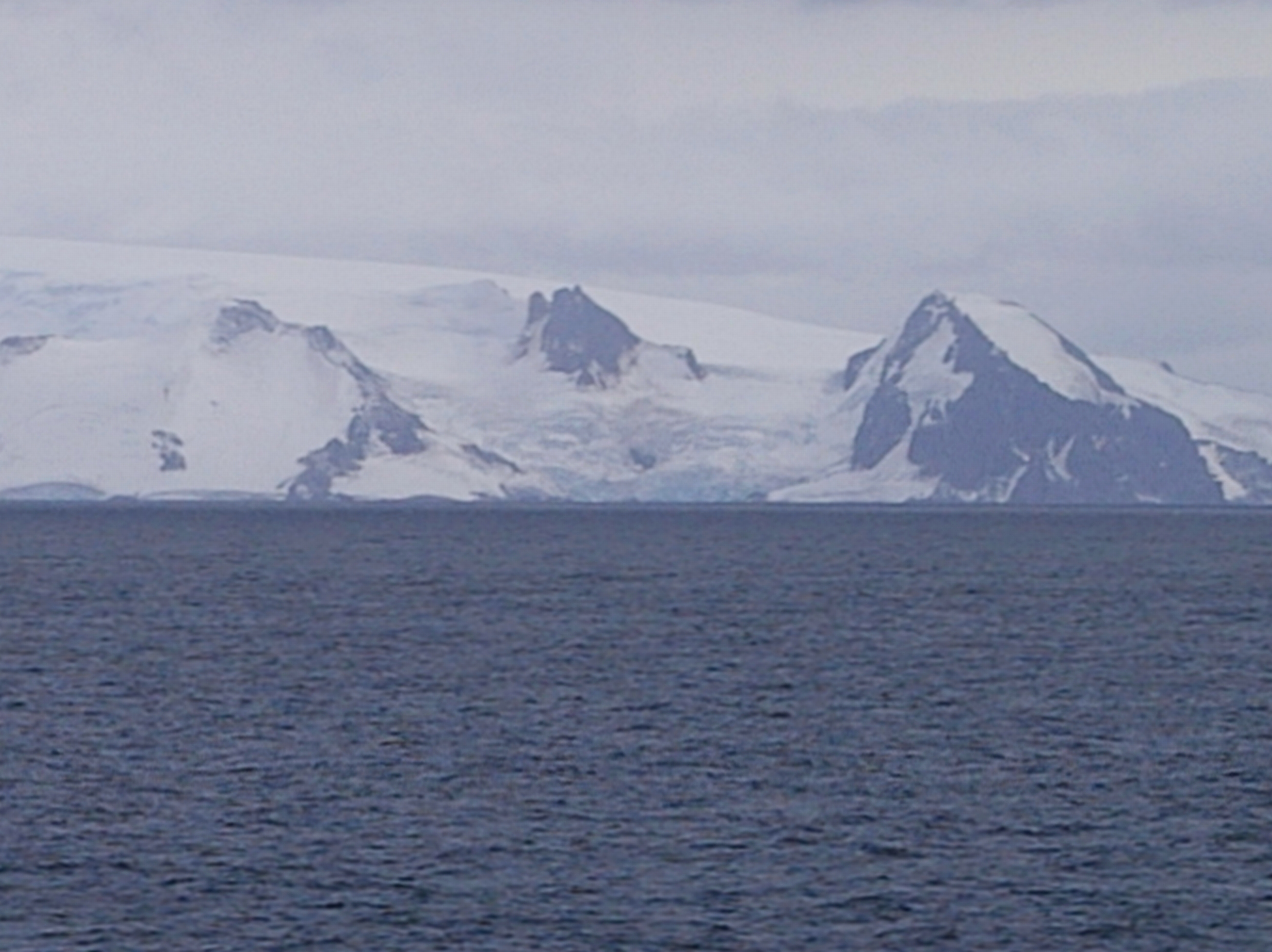

格魯雷夫灣（英語：Gruev Cove）是南極洲的海灣，位於南設得蘭群島的格林尼治島，處於聖克魯斯角以南和帕切維奇嶺以北，長0.65公里、寬0.3公里，現時由南極條約體系管理。